# Episodi di The L Word: Generation Q (terza stagione)
La terza e ultima stagione della serie televisiva The L Word: Generation Q, composta da dieci episodi, è stata trasmessa sul canale statunitense via cavo Showtime dal 20 novembre 2022 al 22 gennaio 2023.
Negli Stati Uniti gli episodi sono stati resi disponibili on demand due giorni prima della messa in onda su Showtime.
In Italia la stagione è inedita.
| nº | Titolo                     | Prima TV USA     | Prima TV Italia |
| -- | -------------------------- | ---------------- | --------------- |
| 1  | Last Year                  | 20 novembre 2022 |                 |
| 2  | Los Angeles Traffic        | 27 novembre 2022 |                 |
| 3  | Quiz Show                  | 4 dicembre 2022  |                 |
| 4  | Last to Know               | 11 dicembre 2022 |                 |
| 5  | Locked Out                 | 18 dicembre 2022 |                 |
| 6  | Questions for the Universe | 25 dicembre 2022 |                 |
| 7  | Little Boxes               | 1º gennaio 2023  |                 |
| 8  | Quality Family Time        | 8 gennaio 2023   |                 |
| 9  | Quiet Before the Storm     | 15 gennaio 2023  |                 |
| 10 | Looking Ahead              | 22 gennaio 2023  |                 |